# Roddahn
Roddahn ist ein Ortsteil der Stadt Neustadt (Dosse) in Brandenburg.
Zu Roddahn gehören die Gemeindeteile Neuhof, Helenenhof, Schwarzwasser, Babe und Neuroddahn.

## Geografie
Roddahn liegt am äußersten südlichen Rand der Prignitz, am Übergang zum Westhavelland. Ausgedehnte Luch- und Niedermoorgebiete bestimmen das Landschaftsbild im Überschwemmungsgebiet von Elbe, Havel und Dosse.

## Politik
Der Ortsbürgermeister von Roddahn ist Jan Malo.

## Geschichte

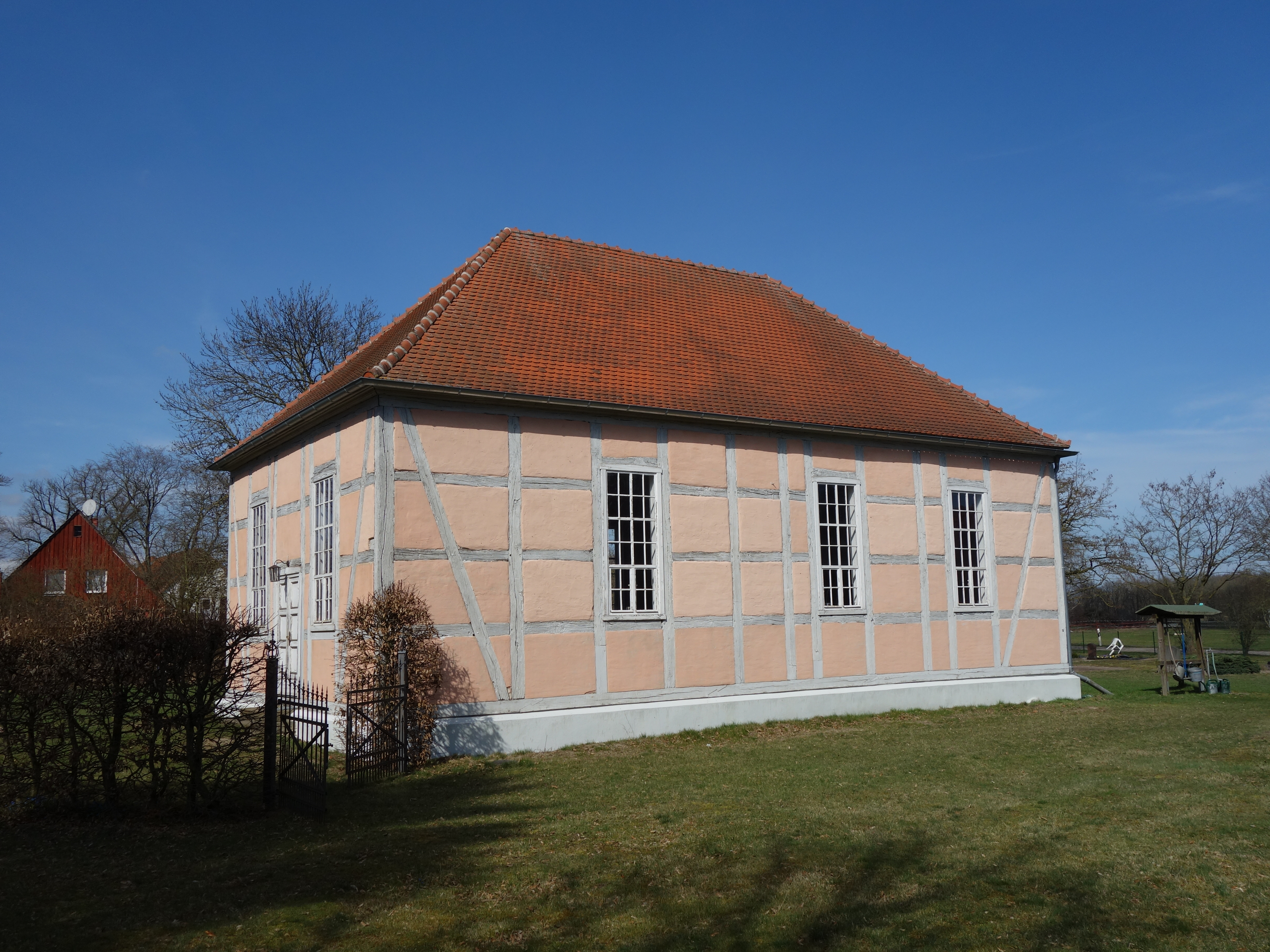
Dorfkirche von 1798

Roddahn ist ein Straßendorf, wurde erstmals 1240 urkundlich erwähnt und war über viele Jahrhunderte hinweg im Besitz der aus der Altmark stammenden Familie von Kröcher.
Die Kirche des 270 Einwohner zählenden Ortes ist ein schlichter Fachwerkbau in Saalform, vermutlich von 1798 (Jahreszahl an Empore und Glocke). Um Kosten zu sparen, wurde auf den Turm kurzerhand verzichtet und die kleine Glocke im Dachboden untergebracht. Nachdem die Kirche in den Jahren seit 1990 zusehends verfiel, konnten ab 2001 bis 2003 Dach, Fassade, Fenster und Türen saniert werden.
Der Gemeindeteil Schwarzwasser war bis 1953 die kleinste Gemeinde Deutschlands mit eigenem Bürgermeister.
Nach 1990 wurden in Roddahn eine Reihe von Vereinen gegründet, die das kulturelle und soziale Leben des Ortes seitdem geprägt haben. So war Mitte der 1990er Jahre der lebensART e. V. mit seinem Haustierpark in Babe der größte Arbeitgeber in der Gegend.
Am 31. Dezember 2001 wurde Roddahn mit seinen Gemeindeteilen nach Neustadt (Dosse) eingemeindet.

## Schulen
1997 wurde von Tausendweg e. V. die Nachbarschaftsschule – Freie Schule Roddahn gegründet, deren Grundschule zusammen mit dem angegliederten Kindergarten und der staatlich anerkannten Oberschule von ca. 95 Kindern besucht wird.